# Federico Moreira
Federico Antonio Moreira Wuilman (nascido em Salto, 8 de março de 1961) é um ex-ciclista uruguaio pai do ciclista Mauricio Moreira, e do Federico Agustín Moreira. Representou sua nação em duas edições dos Jogos Olímpicos (Seul 1988 e Barcelona 1992).

## Equipas
1980	 	URU	 	 Club Ciclista Maroñas (Uruguay) 
1981	 	URU	 	 Club Ciclista Maroñas (Uruguay) 
1982	 	URU	 	 Club Ciclista Maroñas (Uruguay) 
1983	 	URU	 	 Artigas de Salto (Uruguay) 
1984	 	URU	 	 Club Atlético Policial (Uruguay) 
1985	 	URU	 	 Club Atlético Policial (Uruguay) 
1986	 	URU	 	 Club Ciclista Amanecer (Uruguay) 
1987	 	URU	 	 Club Ciclista Amanecer (Uruguay) 
1988	 	URU	 	 Club Ciclista Amanecer (Uruguay) 
1989	 	URU	 	 Club Ciclista Amanecer (Uruguay) 
1990	 	URU	 	 Club Atlético Peñarol (Uruguay) 
1992	 	URU	 	 Club Atlético Peñarol (Uruguay) 
1994	 	URU	 	 Club Piedra Alta (Uruguay) 
1996	 	BRA	 	 Calói Esportes Clube (Brasil) 
1997	 	URU	 	 CC Fénix (Uruguay) 
1998	 	URU	 	 CC Cruz Del Sur (Uruguay) 
1999	 	URU	 	 CC Cruz Del Sur (Uruguay) 
2000	 	URU	 	 CC Cruz Del Sur (Uruguay) 
2001	 	URU	 	 San Antonio De Florida (Uruguay) 
2002	 	URU	 	 CA Peñarol (Uruguay) 
2003	 	URU	 	 CA Peñarol (Uruguay) 
2004	 	URU	 	 CA Soriano (Uruguay) 
2005	 	URU	 	 CA Villa Teresa (Uruguay) 
2006	 	URU	 	 CA Villa Teresa (Uruguay) 

## Palmares
- 1981    1º en 2ª etapa Vuelta a Uruguay
- 1982    1º en Clasificación General Final Rutas de America + 1 etapa
- 1984    1º en Vuelta del Pueblo
- 1984    1º en Vuelta a Uruguay, Salto
- 1984    1º en Vuelta a Uruguay, Montevideo
- 1984    1º en Clasificación Montaña Vuelta Ciclista de Chile

- 1985    1º en Vuelta del Pueblo
- 1985    1º en Vuelta a Uruguay
- 1985    1º en Clasificación General Final Vuelta Ciclista + etapa
- 1986    1º en Clasificación General Final Vuelta a Uruguay + 1 etapa
- 1987    1º en Juegos Panamericanos, Pista, Carrera por Puntos, Estados Unidos de América
- 1987    1º en etapa Vuelta a Uruguay, Cerro Largo
- 1988    1º en Clasificación General Final Rutas de America
- 1989    1º en Clasificación General Final Vuelta a Uruguay
- 1990    1º en Clasificación General Final Vuelta a Uruguay
- 1991    1º en Clasificación General Final Vuelta a Uruguay
- 1992    1º en 5ª etapa parte A Vuelta Ciclista de Chile
- 1993    1º en etapa Vuelta a Uruguay, Uruguay
- 1996    1º en Prólogo Vuelta Ciclista de Chile
- 1996    1º en 9ª etapa Vuelta a Uruguay
- 1997    1º en Clasificación General Final Rutas de America + 1 etapa
- 1997    1º en Clasificación General Final Vuelta a Uruguay + 2 etapas
- 1999    1º en Clasificación General Final Vuelta a Uruguay + 1 etapa
- 2001    1º en 7ª etapa Vuelta a Uruguay
- 2001    1º en 10ª etapa Vuelta a Uruguay